# Gabriel Taapopi Senior Secondary School
Die Gabriel Taapopi Senior Secondary School, auch bekannt als GT, ist eine staatliche Sekundarschule in Ongwediva in der Region Oshana im Norden Namibias. Die Schule wurde 1988 eröffnet und 1989 vom damaligen SWAPO-Politiker Buddy Wentworth eingeweiht. Sie ist nach Gabriel Taapopi benannt.
Sie hat etwa 1000 Schüler und etwa 50 Lehrer (Stand 2025). Die Schule verfügt über ein großes Computerlabor, Physik- und Biologielabore sowie Sportplätze.
Die Schüler nahmen bereits an nationalen Sportwettbewerben im Netball und Fußball teil.